# Tân Quý
Tân Quý là một phường thuộc quận Tân Phú, Thành phố Hồ Chí Minh, Việt Nam.

## Địa lý
Phường Tân Quý nằm ở phía tây quận Tân Phú, có vị trí địa lý:
- Phía đông giáp các phường Tân Sơn Nhì và Tân Thành
- Phía tây giáp quận Bình Tân
- Phía nam giáp phường Phú Thọ Hòa
- Phía bắc giáp phường Sơn Kỳ.

Phường có diện tích 1,69 km², dân số năm 2021 là 66.847 người,  mật độ dân số đạt 39.554 người/km².

## Lịch sử
Phường được thành lập vào ngày 5 tháng 11 năm 2003 trên cơ sở 4,33 ha diện tích tự nhiên và 679 người của Phường 14; 174,16 ha diện tích tự nhiên và 41.764 người của Phường 16 thuộc quận Tân Bình, đồng thời với việc thành lập quận Tân Phú.
Sau khi thành lập, phường Tân Quý có 178,49 ha diện tích tự nhiên, dân số là 42.443 người.